# بلومینگدیل (ایلینوی)
بلومینگدیل (به انگلیسی: Bloomingdale) یک روستا در ایالات متحده آمریکا است که در شهرستان دوپیج، ایلینوی واقع شده‌است. بلومینگدیل ۱۸٫۱۷ کیلومتر مربع مساحت و ۲۲٬۰۱۸ نفر جمعیت دارد.